# Kesabpur
Kesabpur è una suddivisione dell'India, classificata come census town, di 10.356 abitanti, situata nel distretto di Howrah, nello stato federato del Bengala Occidentale. In base al numero di abitanti la città rientra nella classe IV (da 10.000 a 19.999 persone).

## Geografia fisica
La città è situata a 22° 58' 6 N e 88° 15' 46 E e ha un'altitudine di 12 m s.l.m..

## Società

### Evoluzione demografica
Al censimento del 2001 la popolazione di Kesabpur assommava a 10.356 persone, delle quali 5.240 maschi e 5.116 femmine. I bambini di età inferiore o uguale ai sei anni assommavano a 1.304, dei quali 660 maschi e 644 femmine. Infine, coloro che erano in grado di saper almeno leggere e scrivere erano 6.844, dei quali 3.733 maschi e 3.111 femmine.